# Ana María Casamayouret
Ana María Mercedes Casamayouret de Lacognata (Asunción, 27 de mayo de 1941) es una cantante y educadora paraguaya. Desde muy temprano en su niñez en Caacupé demostró actitudes artísticas, estudio canto y contaduría, enseñó y coordinó la Escuela Municipal de Canto de la ciudad de Asunción, luego ingresa en la Orquesta Sinfónica de la ciudad de Asunción y la Orquesta de Cámara Municipal de Asunción, realizó especializaciones en Buenos Aires y Estados Unidos, interpretó innumerables zarzuelas, recitales, comedias musicales, programas de radio líricas y estuvo a cargo del estreno de la primera ópera paraguaya.

## Vida y formación
Nacida en Asunción, residió con su familia en la ciudad de Caacupé, donde a los 7 años, ya demostraba sus habilidades para el canto y la danza, en esta ciudad recibió sus primeros estudios donde obtuvo más tarde el título de Contadora. Durante este tiempo su padre la impulso a desarrollar sus habilidades, desde los 14 años la ayudó a tomar clases periódicas en Asunción, en la Escuela Municipal de Canto de Asunción, dirigida por Sofía Mendoza, quien le proporcionó una beca de canto al presenciar sus habilidades, egresando en 1971.

## Trayectoria profesional
Tras su egreso como profesora de canto en 1971. Enseñó durante más de 34 años en la Escuela Municipal de Canto de la ciudad de Asunción, donde en 1987 asume la dirección de la institución. 
En el año 1964, con Sofía Mendoza inicia un programa semanal de canto lírico en Radio Caritas de Paraguay, llamado Noches líricas.
Entre 1972 y 1991 fue parte de la Orquesta Sinfónica de la ciudad de Asunción y la Orquesta de Cámara Municipal de la ciudad de Asunción. Así también fue profesora de la cátedra de educación de voz y canto en la Universidad Católica de la ciudad de Asunción desde 1992.
Realizó cursos de especialización en el Teatro Colon de Buenos Aires, y Leon Burke III en los Estados Unidos de América.
Fue miembro fundador del Conservatorio Nacional de Música de la República del Paraguay, inaugurada en 1997, donde fue profesora de canto.
En 2005 fue nombrada directora de la Compañía de la Ópera de la Universidad del Norte de la República del Paraguay, donde dirigió un plantel de más de 150 personas.

## Obras
Durante su carrera interpretó roles protagónicos en óperas como La bohème y Cavalleria Rusticana.
Realizó el estreno de la primera ópera paraguaya, Juana de Lara, creada por Florentín Giménez. 
Formó parte de numerosas zarzuelas, comedias musicales, conciertos, recitales, entrevistas y programas periodísticos tanto en Paraguay como en otros países.